# Abronius Silo
Abronius Silo, ou Abronius Silon est un poète de langue latine ayant vécu à Rome à l'époque augustéenne. Il fut un disciple du rhéteur Marcus Porcius Latro. Son fils fut poète à son tour, mais se déshonora en écrivant des pièces pour les pantomimes. Seuls deux hexamètres de son œuvre ont survécu au temps.